# アルブレヒト5世 (バイエルン公)

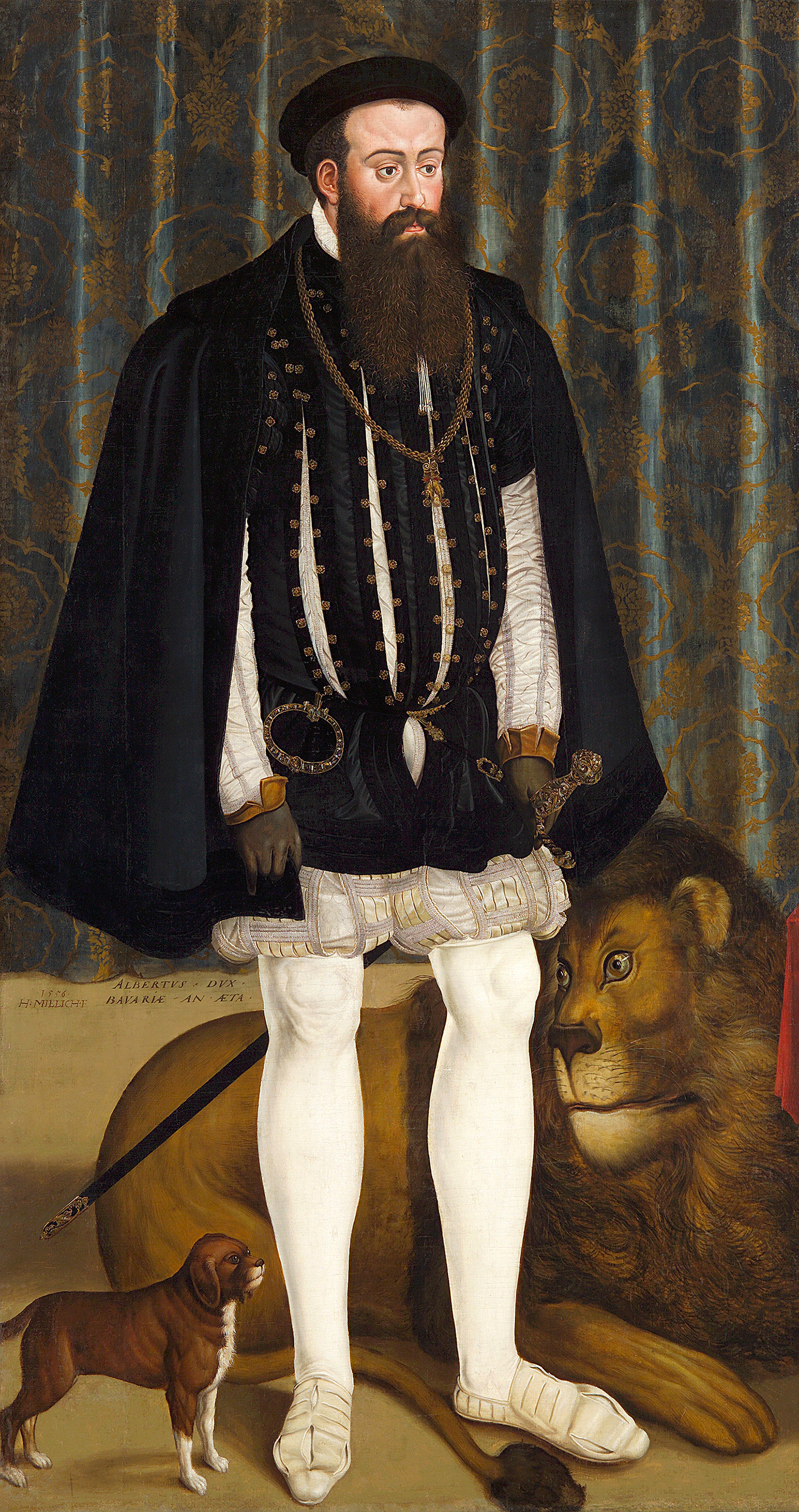
アルブレヒト5世（1556年）

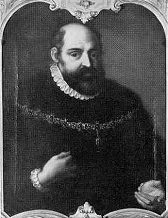
後年のアルブレヒト5世

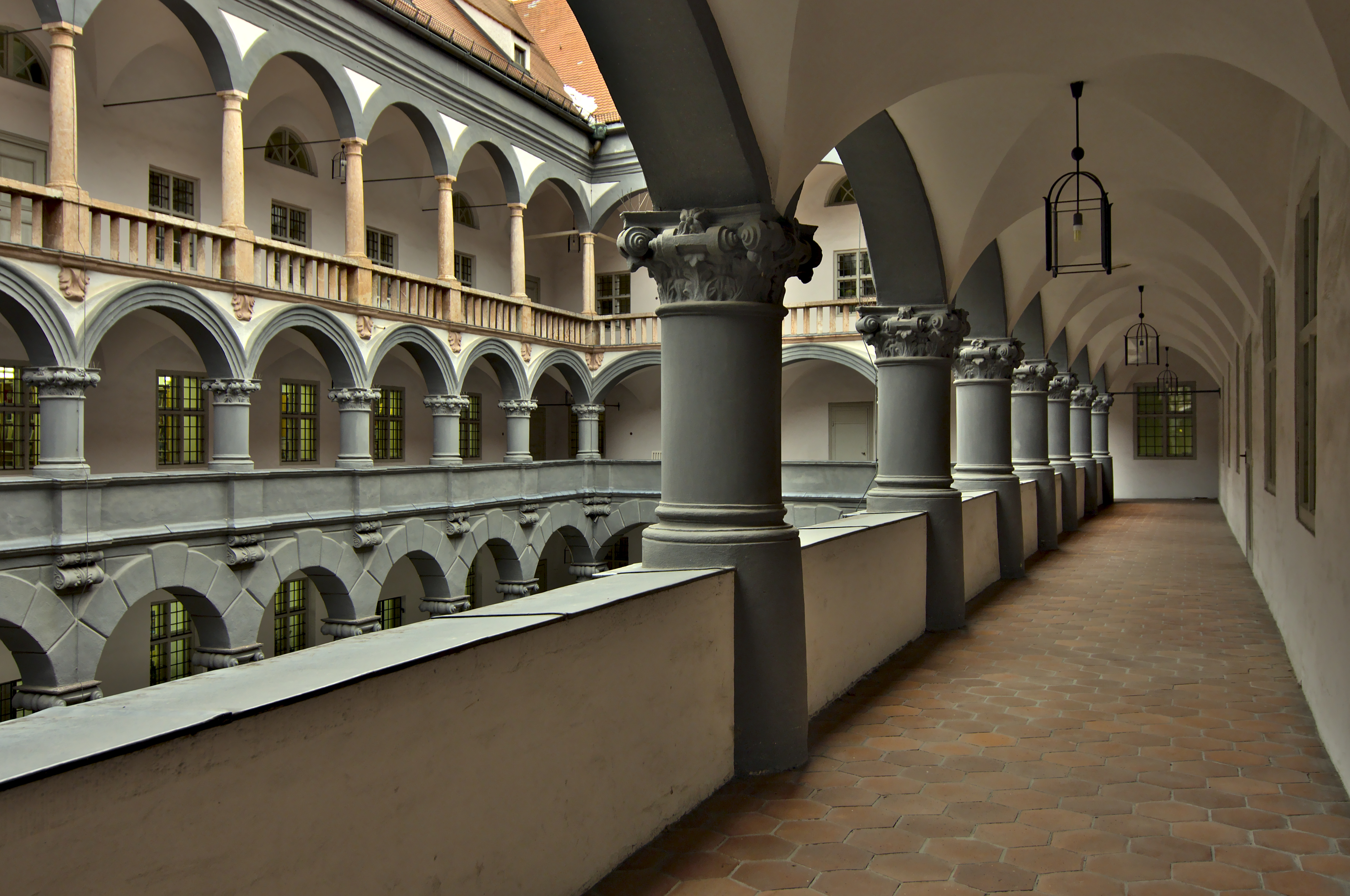
旧造幣局

アルブレヒト5世（Albrecht V., 1528年2月29日 - 1579年10月24日）は、バイエルン公（在位：1550年 - 1579年）。その治世は、バイエルン公領におけるルネサンス芸術の発展、およびドイツにおける反宗教改革の普及にとって重要な役割を果たした。数多のバイエルンの芸術コレクションの基礎は、アルブレヒト5世の収集によるものである。

## 生涯

### 家族
アルブレヒト5世は、ヴィルヘルム4世とバーデン公女マリア・ヤコベアの息子である。1546年に神聖ローマ皇帝フェルディナント1世の娘アンナと結婚した。1550年に父が死去すると、父の跡を継いでバイエルン公となった。アルブレヒトは、1506年に長子相続令が発布された後の最初のバイエルンの統治者であった。ただし、兄弟2人はアルブレヒトが公位を継承した時点ですでに亡くなっていた。アルブレヒトの領土には、バイエルン公領である下バイエルン公領と上バイエルン公領が含まれていたが、それらの領土は現在存在する同名の行政区域とは一致しない。
アルブレヒト5世は、甥のフィリップ2世（後のバーデン辺境伯）とその妹のヤコベ・フォン・バーデン＝バーデン（後のユーリヒ＝クレーフェ＝ベルク公ヨハン・ヴィルヘルムの妃）の後見人となった。

### 政策
アルブレヒトはカトリック教徒として育ち、父ヴィルヘルム4世が公領にもたらし1549年からインゴルシュタットの神学部で教えていたイエズス会の影響を受けた。インゴルシュタット大学はアルブレヒトの治世中に完全にイエズス会へと移行した。アルブレヒトの統治下ではルター派は弾圧された。しかし、1550年にアルブレヒトはパンクラーツ・フォン・フライベルクを宮廷に召喚した。パンクラーツはプロテスタントに傾倒し、後に信教の自由に関してアルブレヒトから譲歩を引き出すことができた。アルブレヒトも治世の初めにはまだ均衡を保とうとしていた。たとえば、1551年から1552年にかけて、カール5世に対する諸侯の反乱の間、アルブレヒトはその立場を保った。1553年に彼はプロテスタントとカトリックの諸侯で構成されるハイデルベルク同盟に加わった。1555年のアウクスブルクの和議において、領民の宗教の決定権は君主に委ねられた。
信徒聖杯が一時的に寛容になった後にプロテスタントが広まったとき、アルブレヒトは宗教の問題について強硬な姿勢をとるようになった。アルブレヒトの最も重要な顧問の一人はウィグレウス・フントでしあった。アルブレヒトはランツベルク連盟の共同創設者の一人であった。1557年に、彼は国の信仰告白の統一を管理するために宗教評議会を設立した。1559年にアルブレヒトはミュンヘンにイエズス会の大学、今日のヴィルヘルムスギムナジウムを設立しました。アルブレヒトはすでに1551年12月23日にユダヤ人に公領内での居住を禁じて追放していた。領内を旅行するには通行証が必要で、どの場所でも二晩以上過ごすことは許されなかった。1563年、オルテンブルク貴族の陰謀により宗教論争が再び激化した。たとえアルブレヒトがオルテンブルク伯領とのこの争いで勝利を収めなかったとしても、アルブレヒトは帝国におけるプロテスタントとの戦いにおける他のヨーロッパ諸国の模範となった。
1569年にアルブレヒト5世により定められた学則は、イエズス会の起源を明確に示し、教師の受け入れと教科書の選択について厳格な規則を定めている。
アルブレヒトは、次男エルンストがケルン選帝侯領を統治できるよう多大な努力を払った。1577年には早くもエルンストは皇帝と教皇の支援を受けてケルン大司教サレンティン・フォン・イーゼンブルクの後継者となる予定であったが、この選挙でゲプハルト1世・フォン・ヴァルトブルクに敗れた。選帝侯領を世俗的なプロテスタント公国に変えようとするアルブレヒトの試みはケルン戦争につながり、その結果ゲプハルトは追放され、エルンストがケルン選帝侯に選出された。

### 美術収集
アルブレヒトは芸術の熱心なコレクターで愛好家であり、ミュンヘンを最初に歳に歳に都市に発展させた人物と考えられている。 今日のバイエルン州立図書館の発展の源となったミュンヘン宮廷図書館の建設は、1558年に人文主義者ヨハン・アルブレヒト・ヴィドマンシュテッターから800冊を超える書籍を購入することから始まった。このコレクションは1560年にアルブレヒトの叔父エルンストの蔵書により、また1564年にはハンス・ヤコブ・フッガーから書籍を購入することによって大幅に拡大された。1558年から1570年にかけて、アルブレヒトは懺悔の詩篇写本を作成させた。これは現在、バイエルン州立図書館が所蔵する素晴らしい写本の1つとなっており、それは宮廷画家ハンス・ミーリッヒにより描かれた。懺悔の詩篇の曲は、ミュンヘン宮廷楽団で働いていたオルランド・ディ・ラッソが作曲した。
1563年から1567年にかけて、アルブレヒトは新しい厩舎（今日の旧造幣局）を建設し、その上層階に6,000点以上の展示物を備えた美術館が設置された。美術館のコンセプトは、フランドルの医師であり芸術顧問でもあったサミュエル・クィッヒェルベルクにより策定された。
1563年から1568年にかけて、フィリップ・アピアンの地図のために発行された。1566年、アルブレヒトは相続によりハンス・ヤコブ・フッガーから古代彫刻のコレクションを手に入れ、それは骨董品収集の基礎を形成することとなった。同年、アルブレヒトは美術専門家で帝国古物収集家のヤコポ・ストラーダに、ローマにある50点以上の古代彫刻とヴェネツィアにある数多くのローマの胸像を購入させた。2年後、長い交渉の末、ストラーダはバイエルン宮廷のためにヴェネツィアの貴族アンドレア・ロレダンから骨董品コレクションを購入することに成功した。このようにして展示品が600点以上に増えたコレクションのために、アルブレヒトは1568年から1571年にかけて防火上の理由からノイヴェステの外に独立した建物として収蔵館を建設させた。
アルブレヒトのコインコレクションは、ミュンヘン・コインコレクションの基礎を形成した。アルブレヒトは著名な画家や彫刻家、作曲家オルランド・ディ・ラッソを宮廷に迎え入れた。宮廷において華麗さと贅沢を非常に重視し、臣民に多額の税金を課し、それにもかかわらず莫大な借金（50万フローリン）をつくった。

## 子女
1546年にアンナと結婚、7人の子を儲けた。
- カール（1547年）
- ヴィルヘルム5世（1548年 - 1626年） - バイエルン公
- フェルディナント（1550年 - 1608年） - 1588年にマリア・パッテンベック（1573年 - 1619年）と貴賤結婚。ヴァルテンベルク伯家の祖。
- マリア・アンナ（1551年 - 1608年） - 1571年に叔父に当たる内オーストリア大公カール2世と結婚
- マクリミリアーナ・マリア（1552年 - 1614年）
- フリードリヒ（1553年 - 1554年）
- エルンスト（1554年 - 1612年） - ケルン大司教、リエージュ司教